# Grzybnia powietrzna

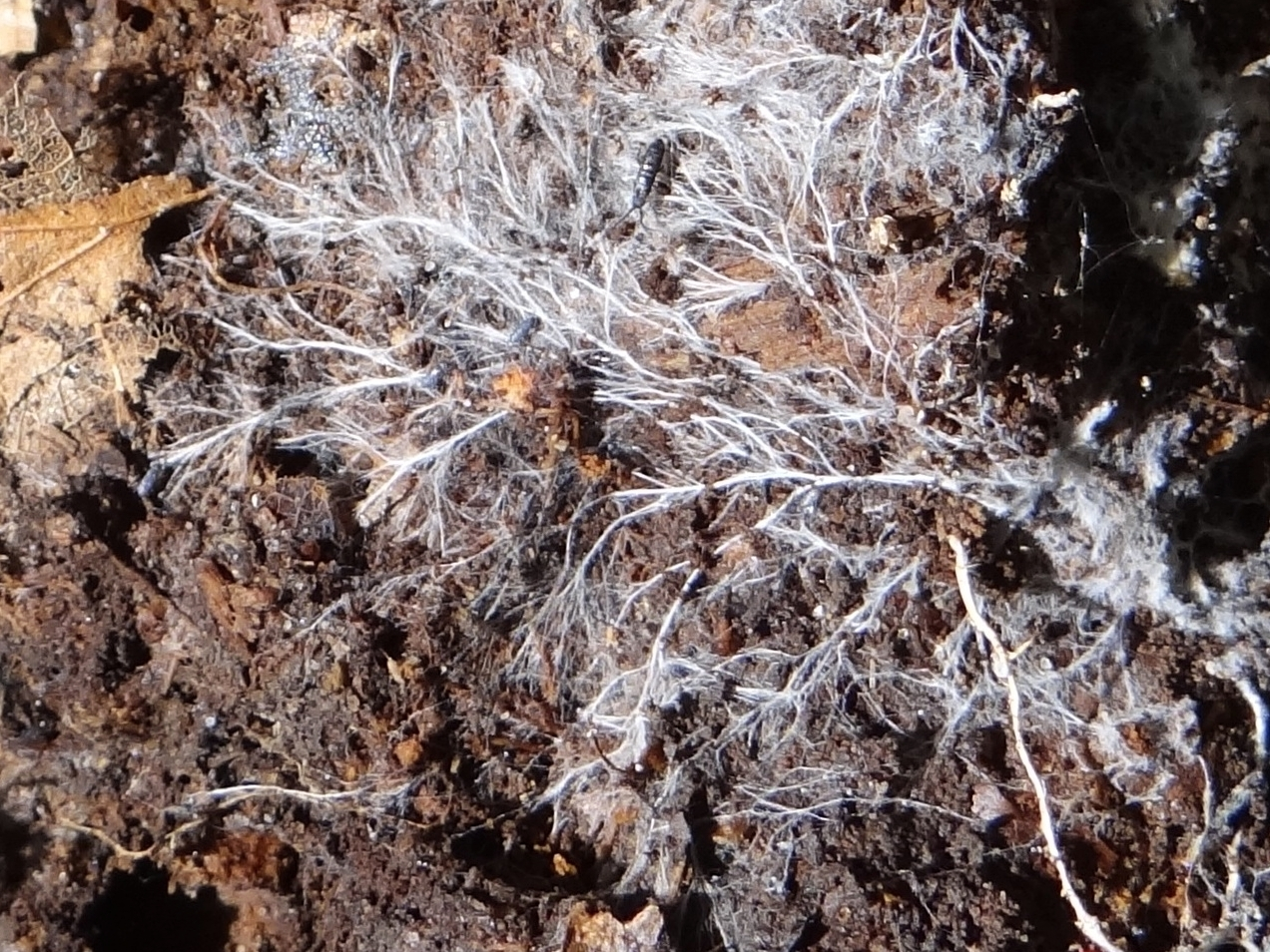
Grzybnia powietrzna

Grzybnia powietrzna, zwana też grzybnią rozrodczą, zewnętrzną lub powierzchniową – rodzaj grzybni występujący tylko na powierzchni podłoża. Ma postać puchu lub waty. Służy do oddychania, oraz do wytwarzania zarodników.
Przeciwieństwem grzybni powietrznej jest grzybnia substratowa, która wnika do podłoża i służy do pobierania wody i substancji pokarmowych. Podział na grzybnię powietrzną i substratową jest podziałem funkcjonalnym i u niektórych gatunków grzybów strzępki budujące te dwa rodzaje grzybni nie różnią się budową, u wielu jednak zaznaczają się duże różnice w budowie strzępek.
U niektórych gatunków grzybów pasożytniczych, np. u Erysiphe (mączniak), zasadnicza część grzybni to grzybnia powietrzna, do wnętrza zaatakowanych roślin wnikają tylko wyspecjalizowane ssawki.